# Minamiashigara
Minamiashigara (japanisch 南足柄市 -shi, deutsch ‚Süd-Ashigara‘) ist eine Stadt im Westen der Präfektur Kanagawa.

## Geographie
Minamiashigara liegt südwestlich von Tokio, nördlich von Odawara und westlich von Yokohama.

## Geschichte
Am 1. April 1972 wurde Ashigara zur kreisfreien Stadt (shi) ernannt.

## Verkehr
- Zug
  - Izuhakone Tetsudō: Daiyūzan-Linie (Bahnhof Daiyūzan)

## Angrenzende Städte und Gemeinden
- Präfektur Kanagawa
  - Odawara
  - Hakone
  - Kaisei
  - Yamakita
- Präfektur Shizuoka
  - Oyama

## Fabriken
- Fujifilm
- Asahi (Bier)

## Städtepartnerschaften
- Tilburg, Niederlande, seit 1989[1]
- Mitoyo, Japan, seit 1990